# ونیراتو

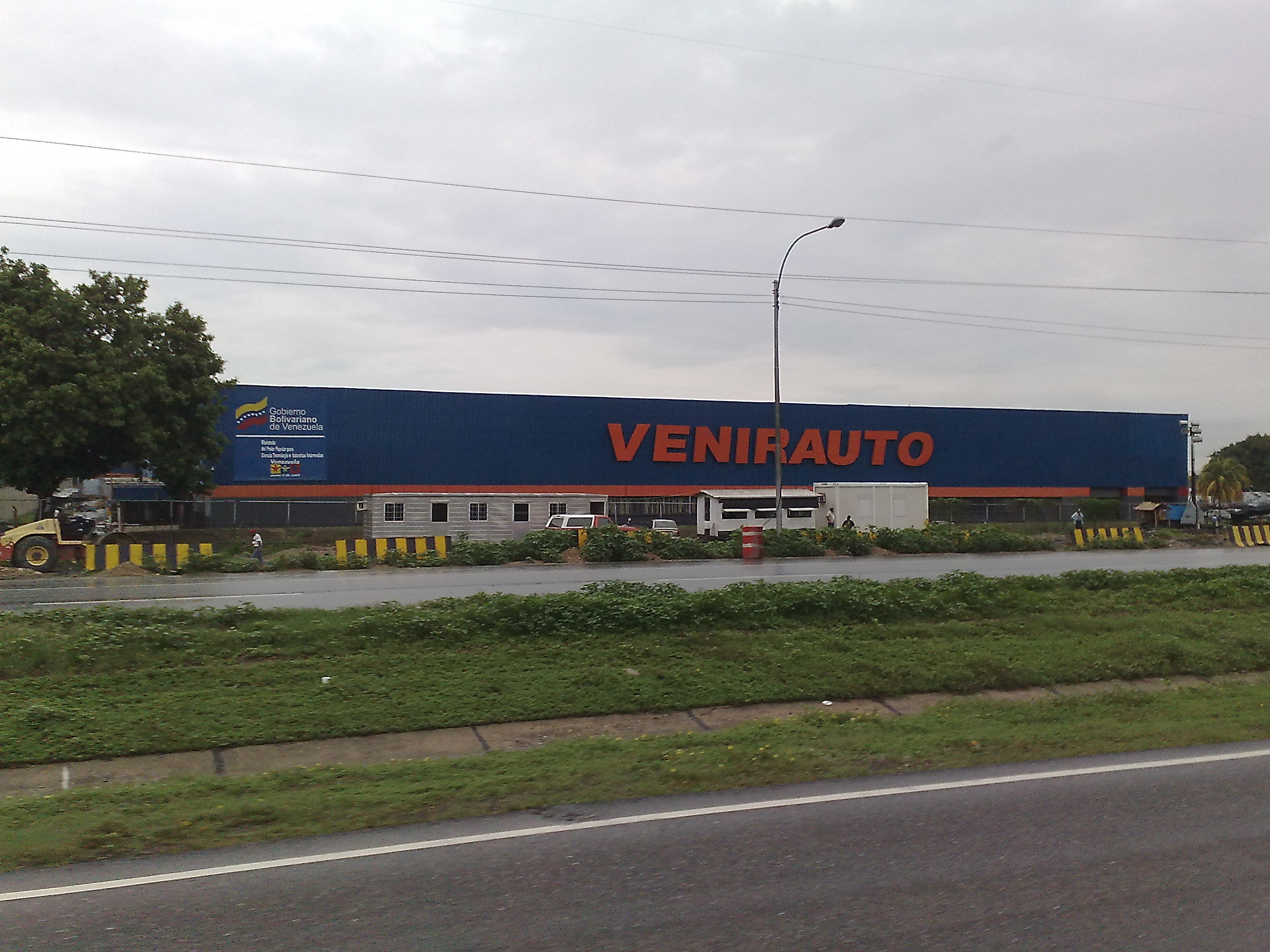
نمایی از کارخانهٔ ونیراتو در شهر ماراکای، ونزوئلا - ۲۰۱۰

ونیراتو (به انگلیسی: Venirauto) یک شرکت خودروسازی ایرانی–ونزوئلایی است که در سال ۲۰۰۶ تأسیس شده و در نزدیکی کاراکاس قرار دارد. دو سهامدار این شرکت، مؤسسه ونزوئلائی کورپیونسا (وابسته به وزارت صنایع ونزوئلا) و شرکت توسعه صنایع خودرو (با سهامداری ایران‌خودرو و سایپا) به ترتیب با ۶۴٪ و ۳۶٪ سهام هستند.
ونیراتو سمند را با نام تجاری سنتارو و پراید را با نام تجاری تورپیال تولید می‌کند.